# Shinjuku Ni-chōme

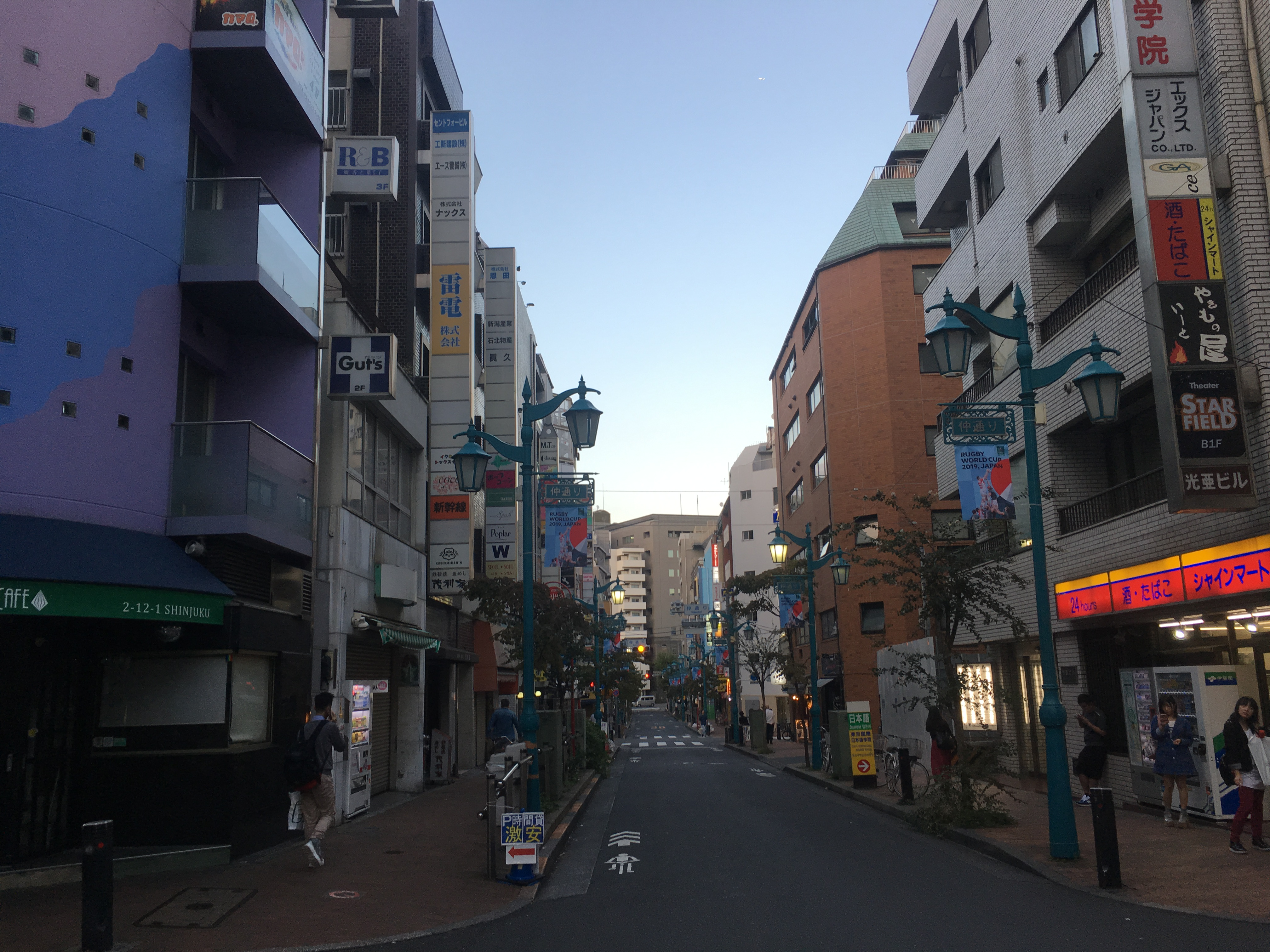
Vista de una calle del barrio Shinjuku Ni-chōme de Tokio

Shinjuku Ni-chōme (新宿二丁目), conocido coloquialmente como  Ni-chōme o simplemente Nichō, es el área número 2 del Distrito de Shinjuku, en el Barrio Especial de Shinjuku de Tokio, Japón. Siendo Tokio el hogar de 13 millones de personas, y Shinjuku conocido como el más ruidoso y concurrido de sus 23 barrios especiales, Ni-chōme se distingue además como el centro de la subcultura gay de Tokio, y alberga la mayor concentración de bares gays.
Ni-chōme se encuentra a una corta distancia de tres estaciones de tren: Shinjuku San-chōme, Shinjuku Gyoenmae y la estación de tren más concurrida de Japón, Shinjuku, y cuenta con una oferta muy especializada de bares, restaurantes, cafeterías, saunas gays, hoteles del amor, boutiques gays, lugares de cruising (hattenba), clubes de anfitriones, discotecas, locales de masajes, parques, librerías y videotecas gays. De hecho, entre las cinco manzanas que rodean la calle Naka-Dōri, entre el edificio BYGS en la estación Shinjuku San-chōme y el pequeño parque Shinjuku, situado tres manzanas al este, se estima que hay unos 300 bares y discotecas adaptados para un diverso público gay.

## Historia

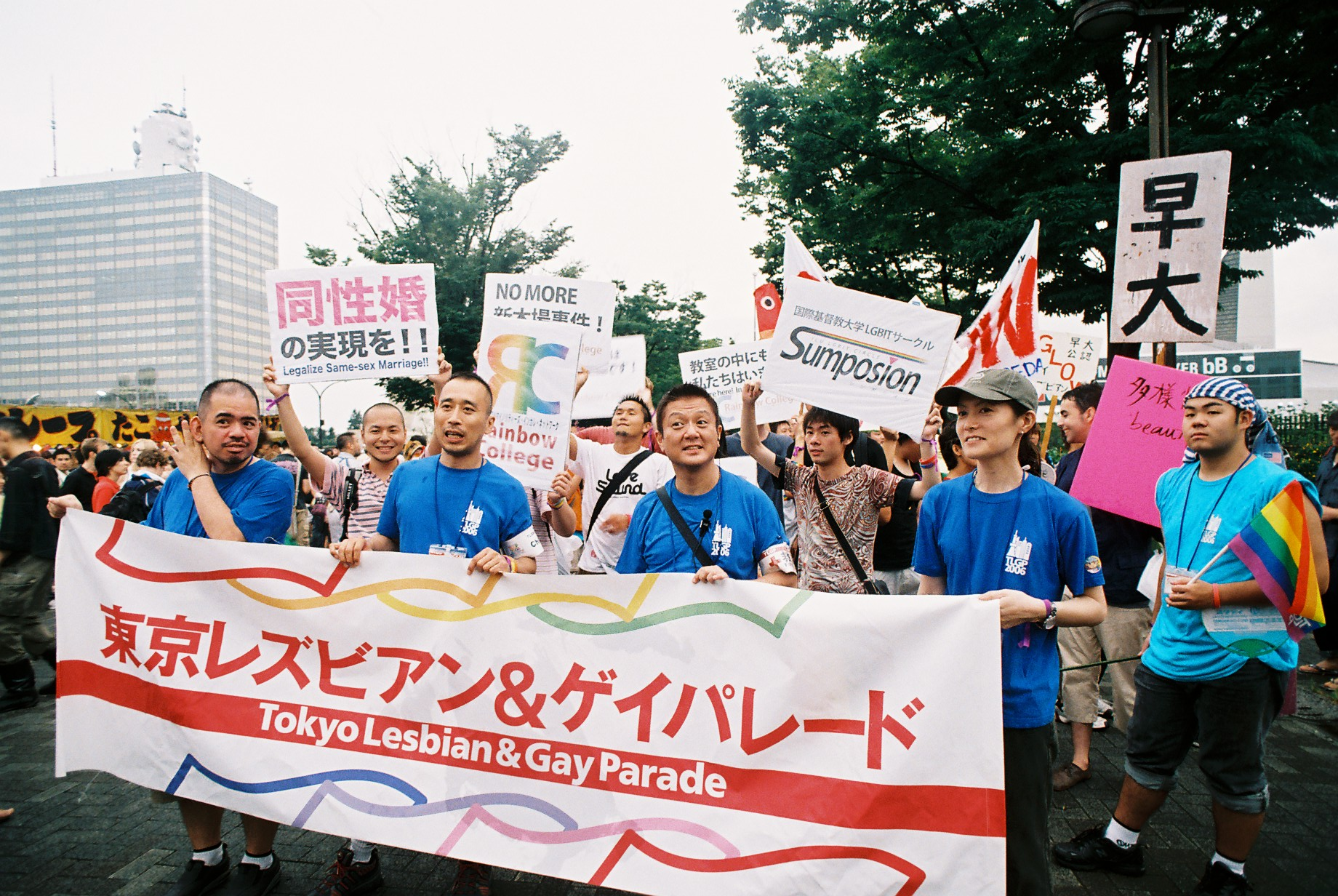
Marcha del orgullo gay de Tokio

La historia de Ni-chōme como barrio gay empieza en torno a la época de la ocupación estadounidense de Japón (1945-1952) y se vincula con la caída de sus barrios rojos (akasen). Ya en 1948, hay una mención de una tienda de té gay en Shinjuku, y para los años 1950 empezaron a surgir los bares gays en nombre y forma.
Antes de 1957, se habían desarrollado los barrios rojos de Tokio como centros de prostitución, pero, con la aprobación de una nueva Constitución y una Enmienda de Igualdad de Derechos, grupos de mujeres cristianas japonesas y otros colectivos presionaron a la Dieta para que aprobase la Ley de Prevención de la Prostitución en 1956. Por primera vez, la prostitución en Japón pasó a ser una actividad ilegal. A medida que la industria sexual tradicional abandonó Ni-chōme, fue reemplazada por una nueva subcultura gay. Para finales de los cincuenta, Ni-chōme era conocido por su popularidad en la subcultura gay, y empezó a surgir una zona de ambiente.
En tiempos más recientes, el barrio ha experimentado la apertura de un centro de asesoramiento para jóvenes gay en 1976, la primera vigilia con velas sobre el sida en 1986, la inauguración en 1992 del Festival Internacional de Cine Lésbico y Gay de Tokio, la primera Marcha del Orgullo Gay y Lésbico en 1994, así como la fundación de su primer centro comunitario gay, AKTA. Shinjuku Ni-chōme ha presenciado numerosos hitos para la comunidad LGBT japonesa.
The Japan Times informó en febrero de 2010 de que el número de bares y discoteca de ambiente gay había caído en una tercera parte. El descenso se atribuyó a la construcción de la cercana Línea Fukutoshin del Metro de Tokio, que conllevó un alza en el precio de los pisos, y por otra parte, a la difusión de Internet.

## Especialización de la escena gay

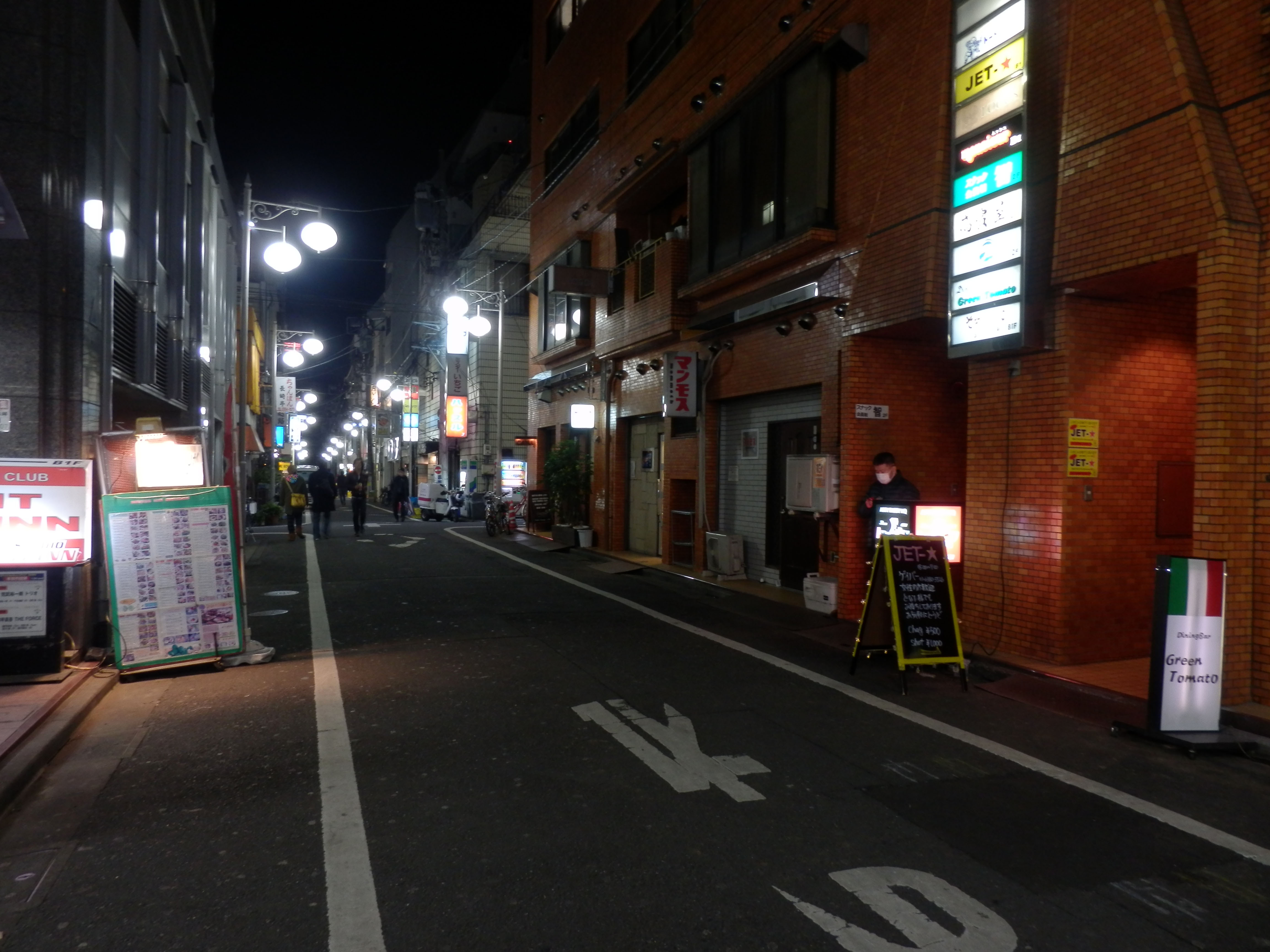
Shinjuku Ni-chōme en la noche

El alma del barrio gay es la mayoría de cientos de clubes nocturnos de Nichōme, los cuales suelen albergar a menos de una docena de clientes, que preferiblemente representan un subconjunto especializado de la subcultura gay de un club. En una sociedad donde tradicionalmente se esperaba que la mayoría de la población se casara, muchos japoneses LGBT eligen expresar en privado su sexualidad dentro del anonimato de los clubes especializados, en áreas como Ni-chōme. Para lograr esta especialización, los clubes suelen estar segregados por "escena". Así hay bares que atienden específicamente a la comunidad de osos, BDSM, hombres musculosos, hombres jóvenes, lesbianas masculinas y femme. Los propietarios de clubes, llamados "maestros" o "mama-sans", intentan atraer a las multitudes únicas y particulares que caracterizan a los asistentes de sus clubes, llegando a negar el servicio o cobrar tarifas adicionales a los clientes menos deseados. Por ejemplo, el club nocturno Nichōme Avanti cobra una tarifa de entrada de ¥ 1000 a mujeres y hombres gays, y ¥ 1500 a hombres heterosexuales; el club Kusuo, ¥ 1000 para hombres, ¥ 1500 para mujeres; y el club Koimo, ¥ 1500 para hombres gays, y ¥ 2000 para todos los demás.

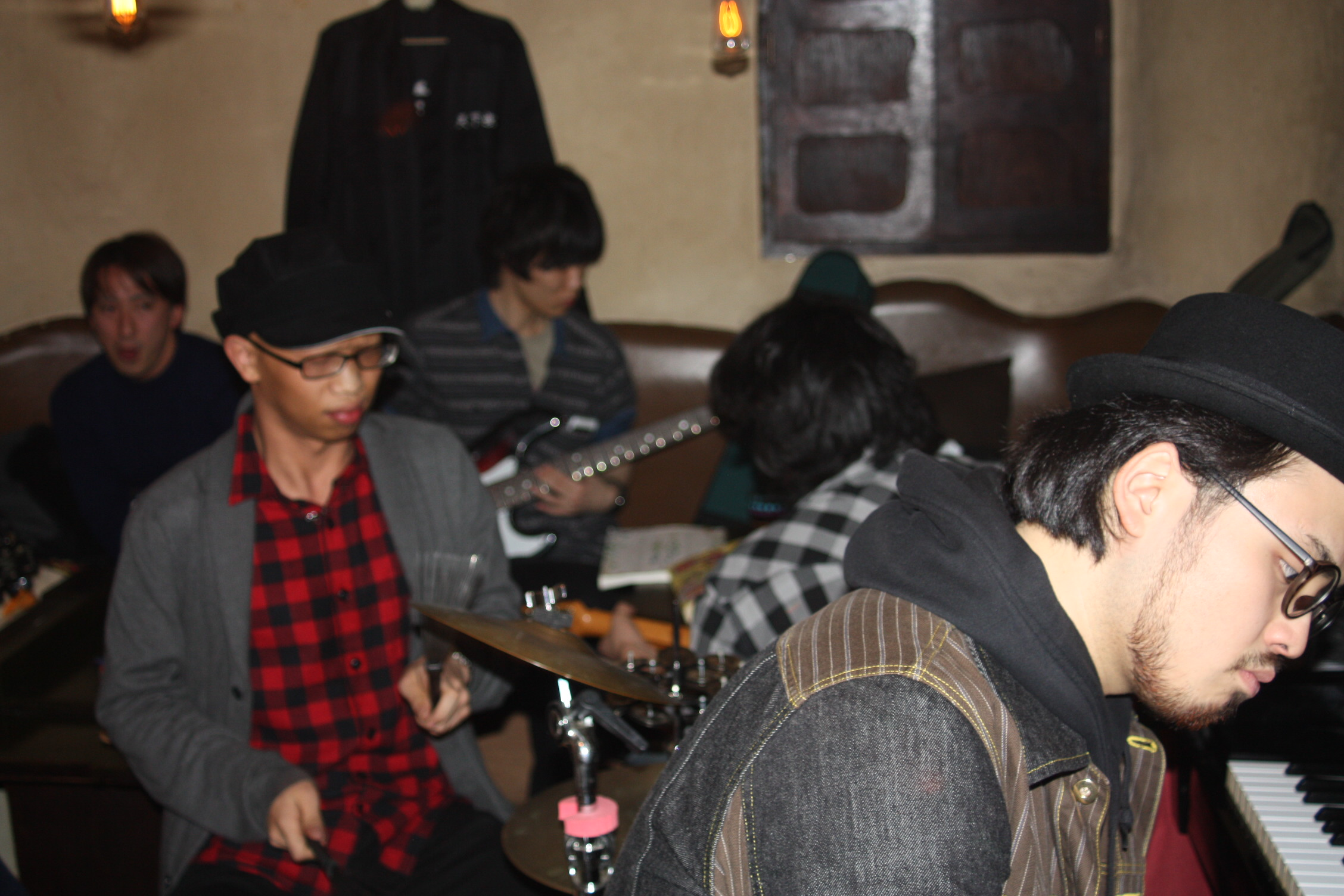
Noche de "micrófono abierto" en un bar del barrio

Si bien la mayoría de los propietarios de bares aceptan clientes nuevos y no japoneses, la escena está orientada principalmente a clientes habituales, que son japoneses. Algunos lugares desalientan o prohíben la entrada de personas que no sean japonesas, independientemente de la habilidad del idioma japonés. En la mayoría de los bares en Shinjuku Ni-chōme, los clientes se sientan en un mostrador y conversan con el cantinero. El karaoke es popular, y las revistas gays a menudo están disponibles. La mayoría de las barras ofrecen un sistema de “mantenimiento de botellas” (ボ ト ル キ ー プ), por lo que muchos clientes habituales eligen mantener sus propias botellas personales de licor, guardadas en sus bares favoritos. Esta lealtad se paga con salidas organizadas en bares a onsen, fiestas de hanami, picnics y eventos deportivos gays. Los bares mantienen grandes álbumes de fotos conmemorativos de estas salidas. En contraste, un puñado de establecimientos se dirigen específicamente a extranjeros, con publicidad en inglés. Cinco clubes, Advocates, Arty Farty, Dragon, GB y Rehab, son particularmente populares entre los gays extranjeros y sus admiradores, pero no ofrecen servicios de mantenimiento de botellas.

## Eventos del barrio gay de Tokio

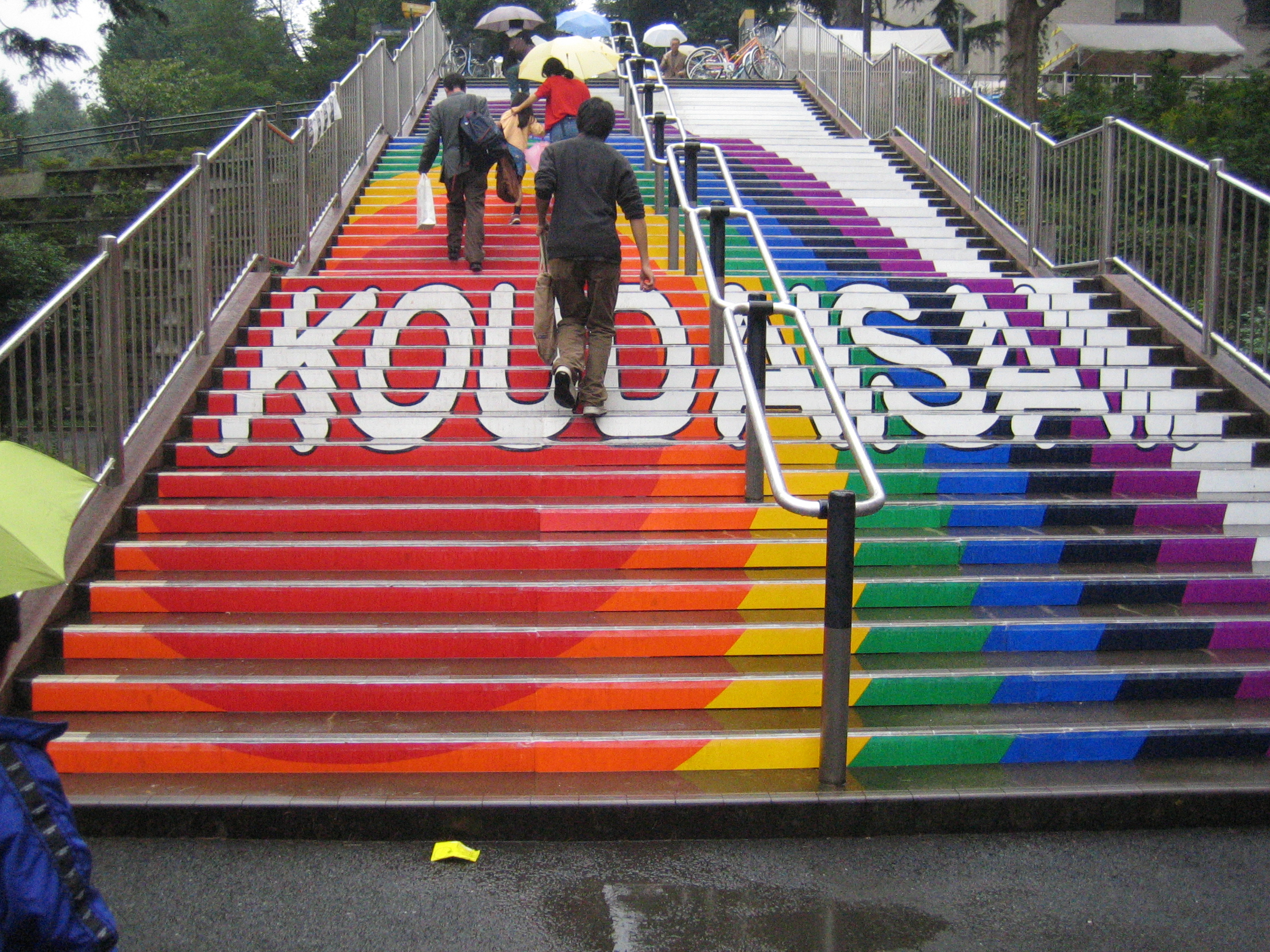
Escalera decorada con los colores del arcoíris en Tokio

Aunque no hay clubes gays en Ni-chōme que puedan albergar a más de 100 clientes, los grandes eventos gays que se realizan durante todo el año atraen a varios miles de personas a la zona.
- Festival Internacional de Cine de Lesbianas y Gays de Tokio
- Festival del arcoíris de Tokio
- Tokyo Pride Parade, que generalmente comienza a desfilar cerca de la estación de Shibuya, se dirige a Harajuku a lo largo de la avenida Meiji y Omotesando, y termina en el parque Yoyogi.